# Kolej gondolowa na Szyndzielnię

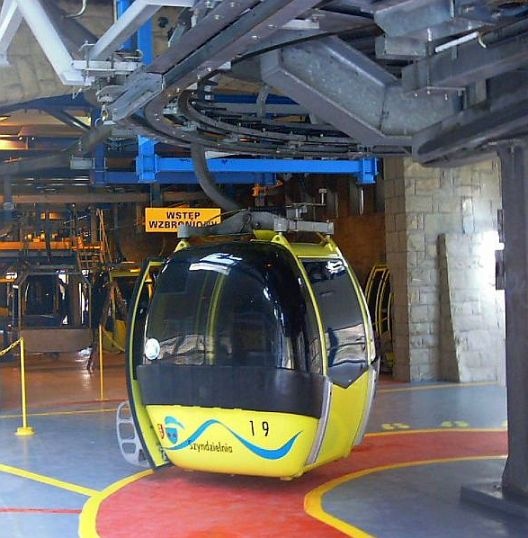
Wagoniki kursujące w latach 1995–2016

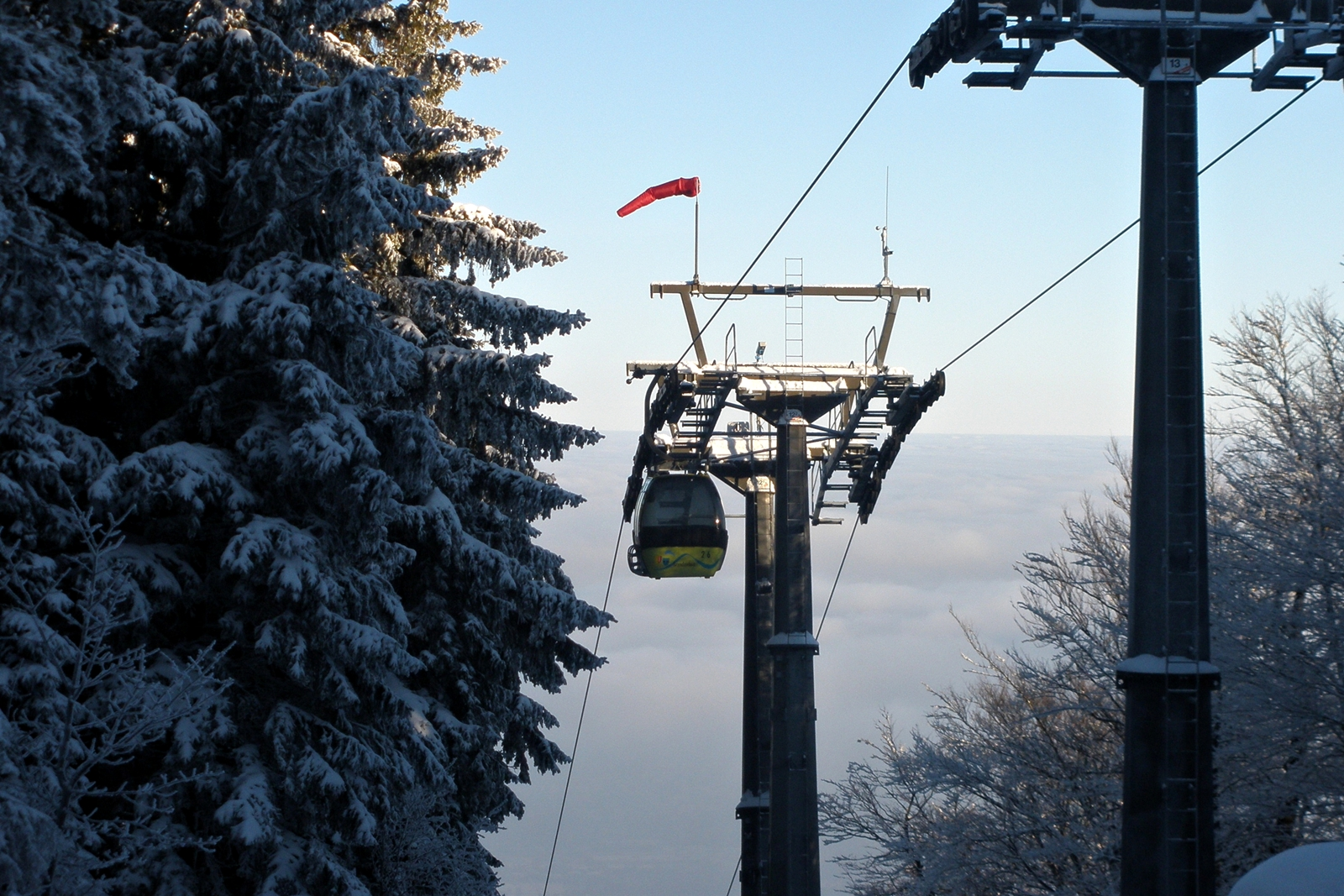
Wagon dojeżdża do górnej stacji zimą...

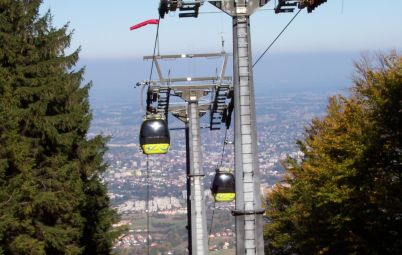
... i latem

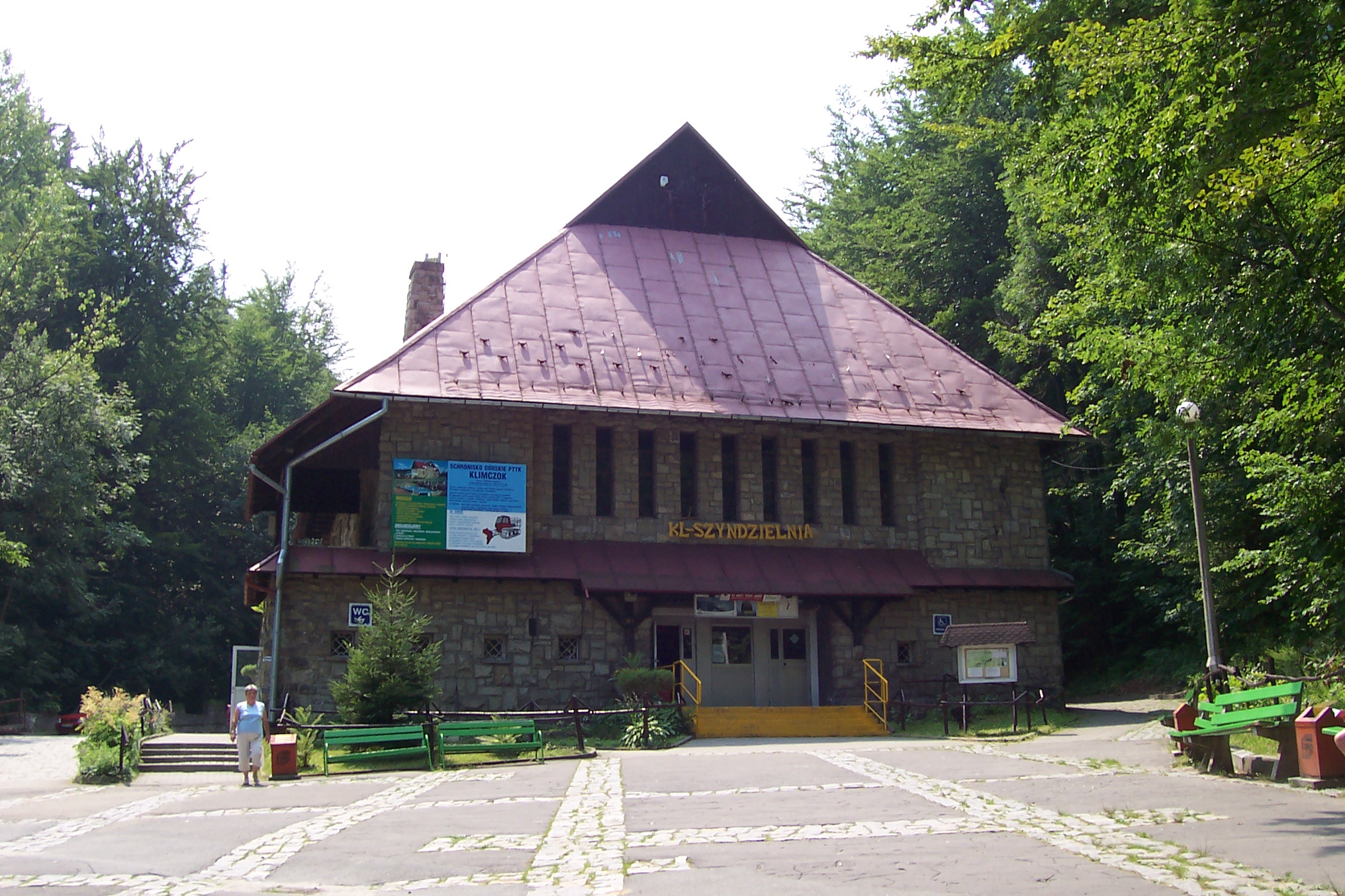
Budynek dolnej stacji kolei

Kolej gondolowa na Szyndzielnię – całoroczna kolej gondolowa z Olszówki (dzielnica Bielska-Białej) na Szyndzielnię w Beskidzie Śląskim, w granicach administracyjnych tego miasta. Kolej wybudowała firma Brüder Girak z Austrii, ostatnia duża modernizacja zakończyła się w 2017 roku i była wykonana przez firmę Doppelmayr.

## Historia
Kolej gondolowa na Szyndzielnię jest pierwszą w Polsce wybudowaną koleją linową po II wojnie światowej – starsze zostały wybudowane w II Rzeczypospolitej. Była też pierwszą w kraju koleją gondolową. Wcześniej powstały: kolej linowa na Kasprowy Wierch (1936), kolej linowo-terenowa na Górę Parkową w Krynicy (1937), kolej linowo-terenowa na Gubałówkę (1938) oraz dwa wyciągi saniowe: w Kotle Gąsienicowym oraz w Sławsku (Bieszczady Wschodnie).

### 1953–1965
Budowa kolei rozpoczęła się w 1950 roku. Dostawcą urządzeń technologicznych i gondoli była austriacka firma Brüder Girak. Roboty wykonało Bielskie Przemysłowe Zjednoczenie Budowlane pod nadzorem Krakowskiego Zarządu Inwestycji Kolejowych z inż. Zbigniewem Schneigertem. Projektantką budynków była inż. arch. Krystyna Różyska, która opracowała na przestrzeni lat 1951–1957 siedem projektów wstępnych, z których zostały wybrane projekty dolnej i górnej stacji kolei, a ze względu na dużą przepustowość kolei architektka podjęła w latach 1953–1957 próbę projektu rozbudowy schroniska na Szyndzielni, dopełniając istniejącą architekturę o halę wyżywieniową w nowym skrzydle usytuowanym od strony południowo-wschodniej.
Kolej Linowa Szyndzielnia dysponowała 35 czteroosobowymi wagonikami i przewoziła do 300 osób na godzinę z prędkością 2,6 m/s. Przejazd koleją na trasie o długości 1920 m trwał ok. 12 min. Na trasie znajdowało się tylko 6 kratownicowych podpór, których wysokość wynosiła od 8 do 14 m.
21 grudnia 1953 roku był pierwszym dniem działania kolei, podczas którego wywiozła na górę 2 tysiące pasażerów, wśród których wiele było młodzieży z Pałacu Młodzieży B. Bieruta w Stalinogrodzie. W uroczystości otwarcia wzięli udział przedstawiciele Partii, Ministerstwa Komunikacja, Głównego Komitetu Kultury Fizycznej, Komitetu dla Spraw Turystyki, Prezydium Wojewódzkiej i Miejskiej Rady Narodowej, Związków Zawodowych, a także przodownicy bielskich zakładów pracy. Przed uruchomieniem wagoników przemawiał wiceminister komunikacji – Zygmunt Balicki, i dyrektor przedsiębiorstwa – Sumiński. Dzień wcześniej odbyła się uroczysta akademia.
Kolej Linowa służyła w promowaniu wycieczek górskich wśród mieszkańców Górnego Śląska. Organizowane były liczne wycieczki zakładowe, gdyż jak żartował Lenczewski kolejka uwolniła ludzi od męczących tras podejściowych, jeśli nie chciało się iść dalej niż na Klimczok.
W roku 1956 pojawiły się dyskusje, czy Szyndzielnia ma na tyle duży potencjał turystyczny, aby stać się „bielską Gubałówką”, a także dyskutowano, czy kolej powinna kursować po zmroku. Kolej często miała awarie. W listopadzie 1956 była nieczynna już trzeci raz, z czego dwukrotnie wymieniano linę napędową.
Była to jednoodcinkowa kolej dwulinowa z wagonami wyprzęganymi w ruchu okrężnym. Dolna stacja kolei była stacją napinającą dla lin nośnych i napędowej, górna zaś była kotwiczną dla tych lin. Mechanizm napędowy znajdował się na górnej stacji, stąd konieczna była tam stała obecność pracownika kolei.
Wagony pierwszej generacji dostarczone przez firmę Brüder Girak kursowały na kolei w latach 1953–1965.

### 1965–1978
19 grudnia 1965 roku zakończył się pierwszy poważny remont kolei, podczas którego wymieniono liny: napędową i nośną, a także gondole. Zamontowano 17 nowych gondoli, wyprodukowanych przez Zakłady Naprawcze Taboru Kolejowego z Ostrowa Wielkopolskiego oraz Zakłady Sprzętu Mechanicznego i Drogowego PKP z Raciborza.

### 1978–1993
W 1978 roku odbyła się trzecia wymiana wagonów. Polskie Koleje Linowe zamówiły w Ośrodku Badawczo-Rozwojowym Wytwórni Sprzętu Komunikacyjnego w Mielcu nowe 4-osobowe gondole.
W lutym 1993 roku Wojewoda Bielski nieodpłatnie przekazał kolej gminie Bielsko-Biała. W odróżnieniu od wojewody, miasto posiadało fundusze w budżecie, które mogło przeznaczyć na remont kolei, bardzo zużytej po 40-letniej eksploatacji.

### 1994–2016
Zimą na początku 1994 roku – kolej przeszła jeden z dwóch rocznych przeglądów, jednak stwierdzono, że jeżeli nie zostanie wyremontowana, to jesienią zostanie zamknięta. W latach 1994–1995 kolej została poddana gruntownej modernizacji, kolejny raz przez firmę Bruder Girak.
Remont rozpoczął się 1 maja 1994. Pierwotnie miał zakończyć się 20 grudnia 1994, jednak kolej została oddana do użytku dopiero w lipcu 1995. Z tej okazji 30 czerwca 1995 roku urządzono oficjalne otwarcie z atrakcjami, m.in. koncertem kapeli góralskiej, a 1 lipca 1995 roku koleją mogli wyjechać pierwsi turyści.
Wymienione zostały stare podpory (kratownice), a także zakupiono nowe sześcioosobowe gondole z firmy Swoboda Traunstein. W kolejce zmieniła się długość trasy na 1940 m, ilość przewożonych pasażerów wzrosłą z 300 do 850 na godzinę, a przejazd został skrócony z 13 minut do 6,25 minuty. Wprowadzono także automatyczne drzwi. Najważniejszą innowacją była zmiana systemu napędowego na jednolinowy (z jedną liną napędowo-nośną).
Głównym wykonawcą robót był Mostostal Zabrze. Konstrukcje stalowe i montaż urządzeń technologicznych przeprowadził Mostostal Czechowice-Dziedzice, roboty budowlane wykonała firma Megabud z Bielska-Białej, a instalacje elektryczne i energetyczne – Energomontaż. Firma Brüder Girak była kolejny raz dostawcą nowych urządzeń technologicznych.
W 2000 roku Gmina Bielsko-Biała przekazała kolej spółce miejskiej – ZIAD Bielsko-Biała SA.
Oddane do użytku w 1995 roku gondole woziły pasażerów aż do 1 października 2016.

### Od 2016 roku
Ze względu na pogarszający się wraz z wiekiem stan techniczny kolejki, 29 września 2015 roku został ogłoszony przetarg na jej remont, który wygrała firma Doppelmayr. Kontrakt podpisano 7 grudnia 2015 roku. Stare wagoniki próbowano sprzedać. Później wykorzystywane były m.in. jako kafejki na Tauron Arenie w Krakowie. 
3 października 2016 roku rozpoczęła się modernizacja. Wymieniono wagoniki, napędy główne i awaryjny, hamulce, elektronikę. Wyremontowano również pomieszczenia górnej i dolnej stacji kolei. Kolej dysponuje 32 wagonami osobowymi i dwoma serwisowymi. Po renowacji kolej jest w stanie przewieźć do 750 osób na godzinę przy maksymalnej prędkości pięciu metrów na sekundę. Czas wjazdu na górę wynosi ponad 6 minut.
Na początku marca 2017 roku zakończyła się modernizacja, a dla turystów kolej została otwarta 11 marca 2017 roku.
17 października 2020 roku Kolej Linowa Szyndzielnia została wyróżniona nagrodą Marka - Śląskie w kategorii Turystyka i Rekreacja.
W 2023 roku kolej świętowała 70-lecie.

## Dane techniczne
| Kolej gondolowa na Szyndzielnię       | Kolej gondolowa na Szyndzielnię             |
| ------------------------------------- | ------------------------------------------- |
| Długość trasy [m]                     | 1810,76                                     |
| Poziom stacji dolnej [m n.p.m.]       | 509,72                                      |
| Poziom stacji górnej [m n.p.m.]       | 958,85                                      |
| Różnica poziomów [m]                  | 449,13                                      |
| Podpory trasowe                       | 14 szt.                                     |
| Typ gondoli                           | 6-osobowa                                   |
| Liczba gondoli                        | 32 (31 zwykłych i 1 salonka) + 2 techniczne |
| Zdolność przewozowa [osób na godzinę] | 750                                         |

## Budynek starej stacji górnej
Budynek starej stacji górnej został wycofany z eksploatacji po zmodernizowaniu kolei w roku 1995. Dnia 5 lipca 2016 zakończył się jego remont, w ramach którego został odrestaurowany i przystosowany dla turystów, dzięki czemu budynek służy jako miejsce chwilowego odpoczynku i schronienia w przypadku niesprzyjających warunków atmosferycznych. Wewnątrz prezentowana jest historia kolei oraz eksponowane są wagony z różnych okresów jej funkcjonowania.
Budynek stacji można wynajmować wraz z dowozem koleją na różnego typu imprezy np. kameralne koncerty, kursy, konferencje, uroczystości rodzinne, bale, zloty turystyczne oraz inne imprezy.